# TBC 극장
TBC 극장은 TBC에서 1967년 1월 4일부터 1968년 7월 5일까지 총 69회에 걸쳐 방영된 단막극 프로그램이다.

## 방송 시간
| 방송 채널 | 방송 기간 | 방송 시간 | 방송 분량 |
| --------- | --------- | --------- | --------- |
| TBC TV    |           |           |           |
|           |           |           |           |

## 작품 리스트
|  | 아래 목록은 문화방송 텔레비전 드라마 편람에 의해 작성되었다. |

### 1967년
| 회차 | 방송일    | 제목 (타이틀)        | 원작     | 각본   | 연출   | 출연자 | 비고 |
| ---- | --------- | -------------------- | -------- | ------ | ------ | ------ | ---- |
| 1회  | 1월 14일  | 무녀도               | 김동리   | 신봉승 | 이기하 |        |      |
| 2회  | 1월 21일  | B사감과 러브레타     | 현진건   | 차범석 | 이기하 |        |      |
| 3회  | 2월 4일   | 모반                 | 오상원   | 김기팔 | 이기하 |        |      |
| 4회  | 2월 11일  | 사랑방 손님과 어머니 | 주요섭   | 이경새 | 이기하 |        |      |
| 5회  | 2월 18일  | 뽕                   | 나도향   | 김관현 | 이기하 |        |      |
| 6회  | 2월 25일  | 장씨 일기            | 유주현   | 신봉승 | 이기하 |        |      |
| 7회  | 3월 4일   | 배따라기             | 김동인   | 이석정 | 이기하 |        |      |
| 8회  | 3월 11일  | 철이의 군번          | 이인숙   | 차범석 | 이기하 |        |      |
| 9회  | 3월 18일  | 사도전서             | 이종환   | 주태의 | 이기하 |        |      |
| 10회 | 3월 25일  | 소문                 | 빈칸     | 신명순 | 이기하 |        |      |
| 11회 | 4월 1일   | 독 짓는 늙은이       | 황순원   | 신봉승 | 이기하 |        |      |
| 12회 | 4월 8일   | 날개                 | 이상     | 차범석 | 이기하 |        |      |
| 13회 | 4월 15일  | 산제                 | 빈칸     | 오학영 | 이기하 |        |      |
| 14회 | 4월 22일  | 서울 1964년 겨울     | 김승옥   | 여수중 | 이기하 |        |      |
| 15회 | 4월 29일  | 봄 봄                | 김유정   | 오태석 | 이기하 |        |      |
| 16회 | 5월 6일   | 암사지도             | 서기원   | 신명순 | 이기하 |        |      |
| 17회 | 5월 13일  | 고가                 | 정한숙   | 오학영 | 이기하 |        |      |
| 18회 | 5월 27일  | 성황당               | 정비석   | 이석정 | 이기하 |        |      |
| 19회 | 6월 3일   | 데모크리스트         | 빈칸     | 김기팔 | 이기하 |        |      |
| 20회 | 6월 10일  | 데모크리스트         | 빈칸     | 김기팔 | 이기하 |        |      |
| 21회 | 6월 17일  | 분녀                 | 이효석   | 이철향 | 이기하 |        |      |
| 22회 | 6월 24일  | 분녀                 | 이효석   | 이철향 | 이기하 |        |      |
| 23회 | 7월 8일   | 고압선               | 빈칸     | 이석정 | 이기하 |        |      |
| 24회 | 7월 14일  | 육표                 | 빈칸     | 오학영 | 이기하 |        |      |
| 25회 | 7월 21일  | 육표                 | 빈칸     | 오학영 | 이기하 |        |      |
| 26회 | 7월 28일  | 자유만복             | 빈칸     | 오태석 | 이기하 |        |      |
| 27회 | 8월 4일   | 자유만복             | 빈칸     | 오태석 | 이기하 |        |      |
| 28회 | 8월 11일  | 잃어버린 사람들      | 빈칸     | 김기팔 | 이기하 |        |      |
| 29회 | 8월 18일  | 잃어버린 사람들      | 빈칸     | 김기팔 | 이기하 |        |      |
| 30회 | 8월 25일  | 물레방아             | 나도향   | 이석정 | 이기하 |        |      |
| 31회 | 9월 1일   | 물레방아             | 나도향   | 이석정 | 이기하 |        |      |
| 32회 | 9월 8일   | 새벽                 | 빈칸     | 문태욱 | 이기하 |        |      |
| 33회 | 9월 15일  | 두 자매              | 빈칸     | 박조열 | 표재순 |        |      |
| 34회 | 9월 22일  | 왕손                 | 빈칸     | 오학영 | 표재순 |        |      |
| 35회 | 9월 29일  | 왕손                 | 빈칸     | 오학영 | 표재순 |        |      |
| 36회 | 10월 6일  | 처음과 끝            | 골드워지 | 황일우 | 표재순 |        |      |
| 37회 | 10월 13일 | 처음과 끝            | 골드워지 | 황일우 | 표재순 |        |      |
| 38회 | 10월 20일 | 백치 아다다          | 계용묵   | 하유상 | 표재순 |        |      |
| 39회 | 10월 27일 | 백치 아다다          | 계용묵   | 하유상 | 표재순 |        |      |
| 40회 | 11월 3일  | 어둡고 아늑한 곳     | 빈칸     | 오학영 | 표재순 |        |      |
| 41회 | 11월 10일 | 취산댁이             | 오영수   | 김기팔 | 표재순 |        |      |
| 42회 | 11월 17일 | 석도(石刀)           | 빈칸     | 이인석 | 표재순 |        |      |
| 43회 | 11월 24일 | 석도(石刀)           | 빈칸     | 이인석 | 표재순 |        |      |
| 44회 | 12월 1일  | 따라지               | 김유정   | 차범석 | 표재순 |        |      |
| 45회 | 12월 8일  | 따라지               | 김유정   | 차범석 | 표재순 |        |      |
| 46회 | 12월 15일 | 언제 어디선가        | 빈칸     | 박조열 | 표재순 |        |      |
| 47회 | 12월 22일 | 언제 어디선가        | 빈칸     | 박조열 | 표재순 |        |      |

### 1968년
| 회차 | 방송일   | 제목 (타이틀)      | 원작   | 각본   | 연출   | 출연자 | 비고 |
| ---- | -------- | ------------------ | ------ | ------ | ------ | ------ | ---- |
| 48회 | 1월 5일  | 추산당과 곁사람들  | 빈칸   | 김광조 | 표재순 |        |      |
| 49회 | 1월 12일 | 추산당과 곁사람들  | 빈칸   | 김광조 | 표재순 |        |      |
| 50회 | 1월 19일 | 정적일순           | 최정희 | 정진건 | 표재순 |        |      |
| 51회 | 1월 26일 | 정적일순           | 최정희 | 정진건 | 표재순 |        |      |
| 52회 | 2월 2일  | 고문관             | 빈칸   | 오태석 | 표재순 |        |      |
| 53회 | 2월 9일  | 박제된 인간        | 빈칸   | 정이진 | 표재순 |        |      |
| 54회 | 2월 16일 | 고래               | 빈칸   | 임희재 | 표재순 |        |      |
| 55회 | 2월 23일 | 파도               | 빈칸   | 오학영 | 표재순 |        |      |
| 56회 | 3월 1일  | 파도               | 빈칸   | 오학영 | 표재순 |        |      |
| 57회 | 3월 8일  | 보석과 청부        | 빈칸   | 차범석 | 표재순 |        |      |
| 58회 | 4월 5일  | 보석과 청부        | 빈칸   | 차범석 | 표재순 |        |      |
| 59회 | 4월 12일 | 불꽃               | 빈칸   | 김기팔 | 표재순 |        |      |
| 60회 | 5월 3일  | 불꽃               | 빈칸   | 김기팔 | 표재순 |        |      |
| 61회 | 5월 10일 | 땅 위에 서라       | 빈칸   | 오태석 | 표재순 |        |      |
| 62회 | 5월 17일 | GREY 구락부 전말기 | 빈칸   | 이어령 | 표재순 |        |      |
| 63회 | 5월 24일 | GREY 구락부 전말기 | 빈칸   | 이어령 | 표재순 |        |      |
| 64회 | 5월 31일 | 매화틀             | 빈칸   | 송숙영 | 표재순 |        |      |
| 65회 | 6월 7일  | 사랑이 흘려간 곳   | 빈칸   | 차범석 | 표재순 |        |      |
| 66회 | 6월 14일 | 종장               | 빈칸   | 오학영 | 표재순 |        |      |
| 67회 | 6월 21일 | 종장               | 빈칸   | 오학영 | 표재순 |        |      |
| 68회 | 6월 23일 | 정든 땅 언덕 위에  | 빈칸   | 오태석 | 표재순 |        |      |
| 69회 | 7월 5일  | 정든 땅 언덕 위에  | 빈칸   | 오태석 | 표재순 |        |      |

| - KBS 문예극장 - KBS TV 문학관 - KBS 드라마 초대석 - KBS 논픽션 드라마 - KBS TV 문예극장 - KBS 신 TV 문학관 - KBS HDTV 문학관 - KBS 드라마게임 - KBS 드라마 스페셜 (구) - KBS 테마 드라마 - KBS 금요극장 - KBS 일요베스트 - KBS 드라마시티 - KBS 드라마 스페셜 (신) - KBS 드라마 스페셜 연작 시리즈 - KBS 웹드라마 스페셜 - KBS 청소년문학관 - KBS 가요드라마 | - MBC 베스트셀러극장 - MBC 금요극장 - MBC TV 피처 - MBC 베스트극장 - MBC 일요 드라마 극장 - MBC 드라마 페스티벌 - SBS 여성극장 - SBS 70분드라마 - SBS 오픈드라마 남과여 - JTBC 드라마페스타 - tvN 드라마 스테이지 - tvN 드라마 O'PENing |